# فرنسيس مارتن دريكسل
فرنسيس مارتن دريكسل (بالإنجليزية: Francis Martin Drexel)‏ هو رسام أمريكي، ولد في 7 أبريل 1792 في دورنبيرن في النمسا، وتوفي في 5 يونيو 1863 في فيلادلفيا في الولايات المتحدة.